# 模空间
在代数几何上，模问题用于描述代数簇所依赖的参数。对于这样一个参数使用模这一词和模形式相似：一个模形式通常是模空间（Moduli space，即其坐标为模的空间）上的某种微分形式（或者张量密度），因为这些形式通常有一个權重。
在椭圆曲线的情况，有一个模，所以模空间是代数曲线。这是在雅可比的椭圆函数理论中称为k的一个量，他将椭圆积分归约为如下形式
{\displaystyle {\sqrt {(1-x^{2})(1-k^{2}x^{2})\,}}.}

## 参看
面向物理的模空间的表述，参看模。